# Ла-Крус (Чиуауа)
Ла-Крус (исп. La Cruz) — посёлок в Мексике, штат Чиуауа, входит в состав одноимённого муниципалитета и является его административным центром. Численность населения, по данным переписи 2010 года, составила 1671 человек.

## Общие сведения
Название La Cruz относится к религиозному символу — святому кресту.
Поселение было основано 21 апреля 1797 года капитаном Хосе Хоакином де Угарте.